# Claude Fuzier
Claude Fuzier (2 juin 1924 - 22 janvier 1997) est un journaliste, intellectuel et homme politique français, membre de la SFIO puis du Parti socialiste, et acteur essentiel de l'Union de la gauche.

## Biographie
Il est licencié ès lettres (histoire) et diplômé d'études supérieures d'histoire.
Cadre administratif aux NMPP (1947-1956), puis éditorialiste et rédacteur en chef du quotidien de la SFIO, Le Populaire de Paris (1956-70), il fut aussi chroniqueur littéraire sous le pseudonyme de Georges Frameries.
Chargé de mission au cabinet des affaires sociales (1956-1957), secrétaire général de la Fédération de la Seine (1956-1967) et membre du bureau du parti socialiste SFIO (1963). Il est nommé secrétaire général de la FGDS (1968-1969). Dans ses mémoires politiques Cahiers secrets de la Ve République, Michèle Cotta dit de lui qu'en 1965, il était « le lieutenant et majordome » de Guy Mollet. 
Cela ne résume pas le personnage, qui, à partir de 1962, joua un rôle politique essentiel, mais discret, et par conséquent longtemps ignoré, dans la construction de l'Union de la gauche, plusieurs années avant le Programme commun, en prenant contact et en développant des relations personnelles avec des dirigeants communistes, relations qui précédèrent des discussions idéologiques. Le livre de Philippe Alexandre, "Le roman de la gauche" (Plon, 1977), raconte avec minutie l'engagement de Fuzier et son amitié naissante (gastronomique et politique) avec Georges Gosnat.
Claude Fuzier a également fait l'objet d'une biographie signée Denis Lefebvre, "Claude Fuzier, un socialiste de l'ombre" (L'Encyclopédie du socialisme, 2004), saluée à sa sortie par "L'Humanité". Le dictionnaire en ligne du mouvement ouvrier Maitron dit de Claude Fuzier qu'il était "d’un grand scepticisme à l’égard des destins individuels face aux grands mouvements de l’histoire".
Ayant soutenu la direction sortante menée par Alain Savary, battue par François Mitterrand et ses alliés au congrès d'Épinay en 1971, il cesse de jouer un rôle dirigeant dans son parti pour se consacrer à la vie politique locale.
Conseiller municipal et maire-adjoint à Bondy (Seine-Saint-Denis) de 1965 à 1977, maire de 1977 à 1995, il est conseiller général du canton de Bondy-Nord-Ouest (1976-1988), par deux fois sénateur de la Seine-Saint-Denis (1977-1986 et 1991-1995) et député de Seine-Saint-Denis en 1988. 
Il se consacre également à un travail intellectuel au sein de l'Office universitaire de recherche socialiste, qu'il préside de 1989 jusqu'à son décès en 1997, deux ans après sa retraite politique. 
Il est nommé chevalier de la Légion d'honneur en 1987.